# Bọ mẩy đỏ
Bọ mẩy đỏ hay ngọc nữ hên (danh pháp Clerodendrum fortunatum) là một loài thực vật có hoa trong họ Hoa môi. Loài này được L. mô tả khoa học đầu tiên năm 1756.